# Sonate K. 66
Pour les articles homonymes, voir K66.
, Allegro, 32 mes.
La sonate K. 66 (F.26/L.496) en si bémol majeur est une œuvre pour clavier du compositeur italien Domenico Scarlatti.

## Présentation
La sonate K. 66, en si bémol majeur, est notée Allegro.

## Manuscrits
Le manuscrit principal est le numéro 28 du volume XIV (Ms. 9770) de Venise (1742), copié pour Maria Barbara ; l'autre est Vienne G 40. Une copie figure également à Vienne, ms. Q 15119 (no 4) et une autre à Berlin, ms. 19681 (III) no 16.

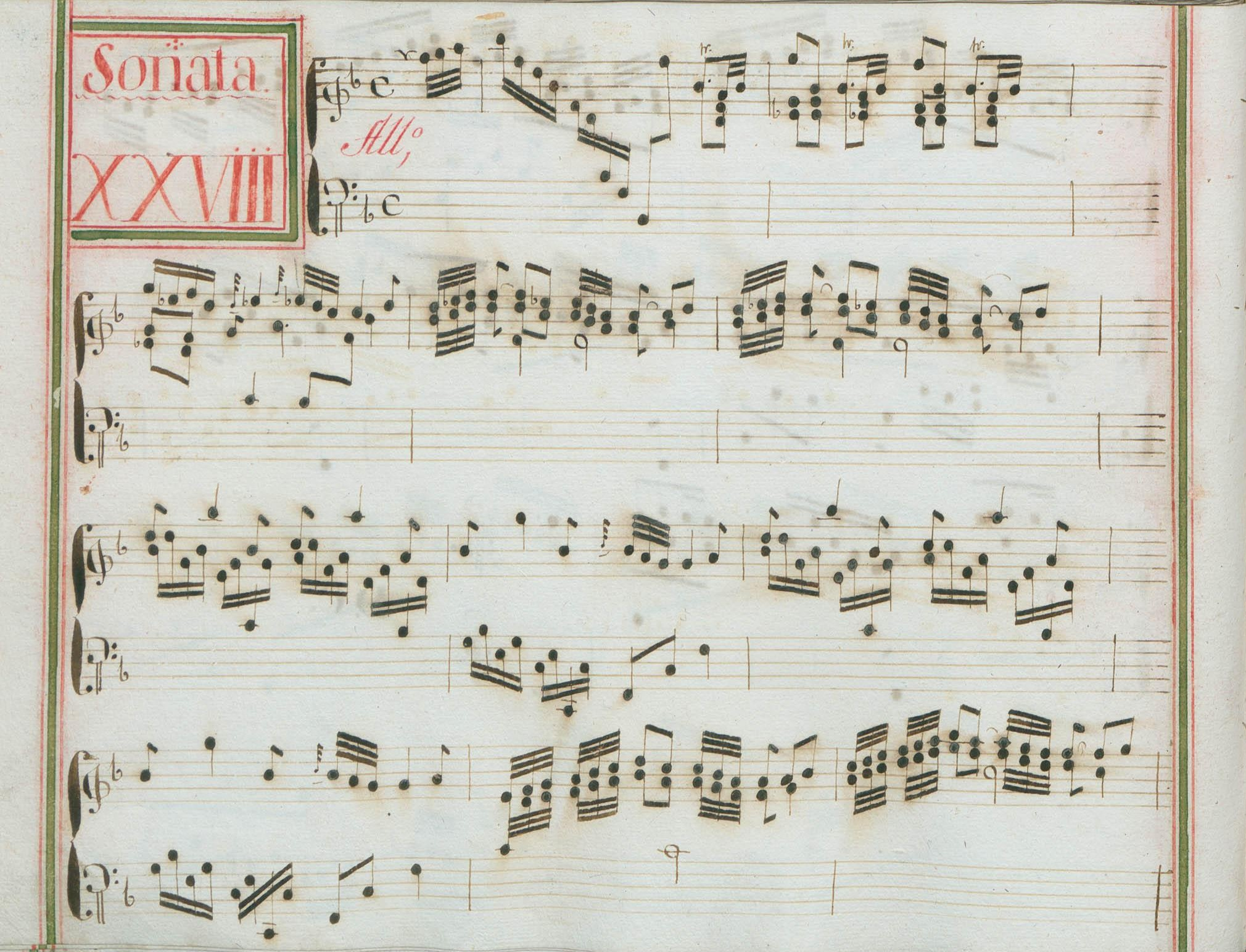
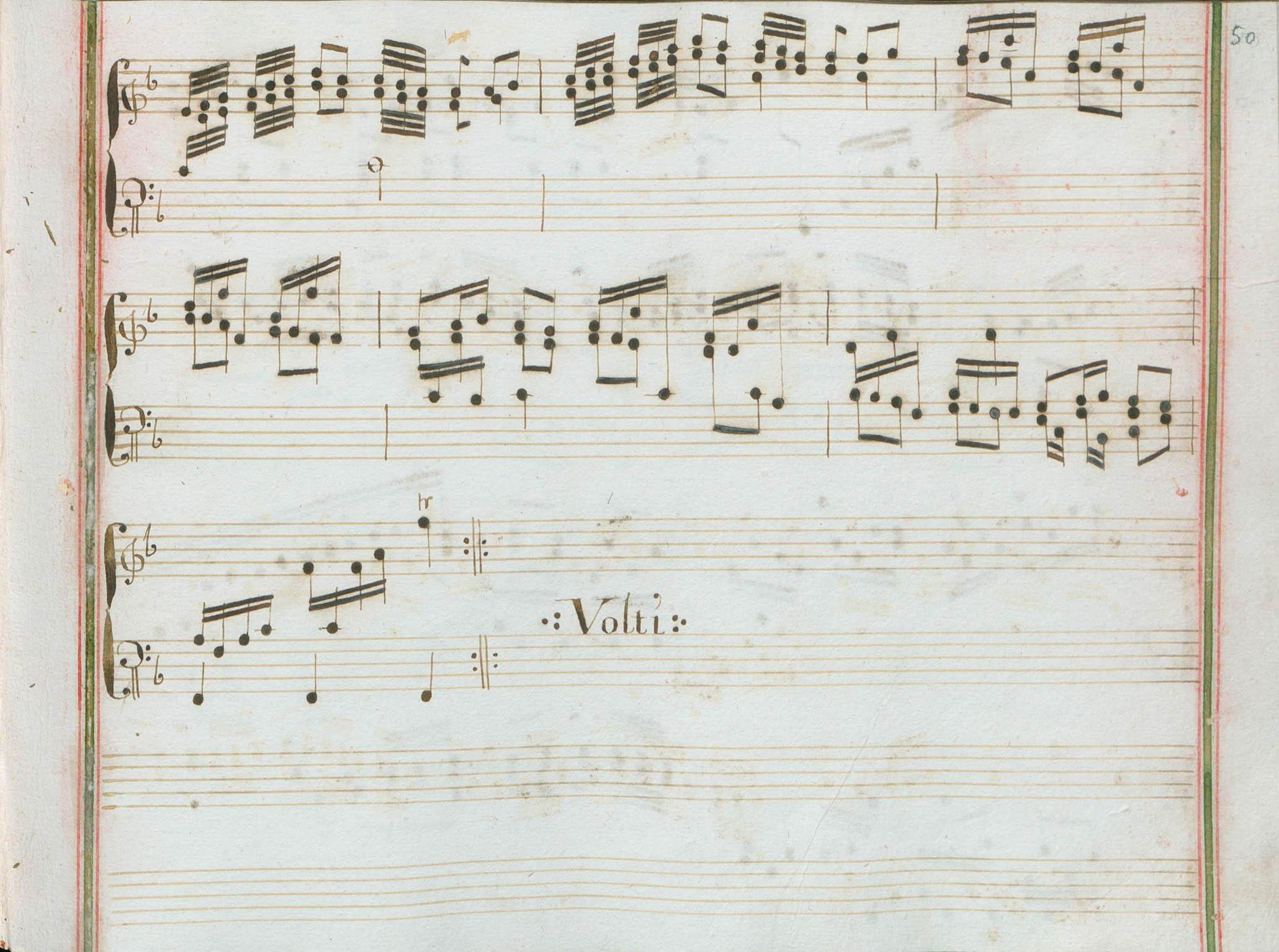
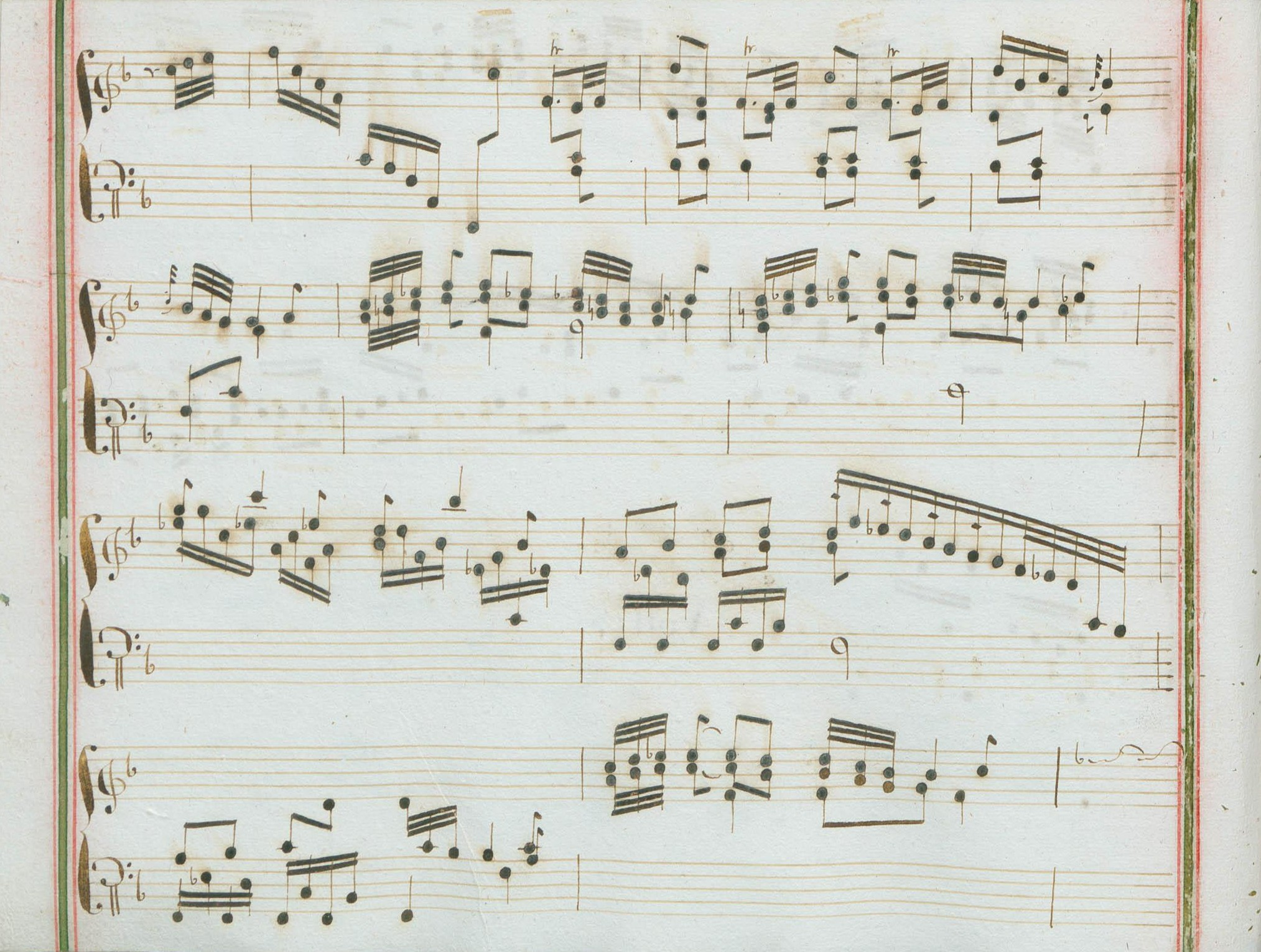
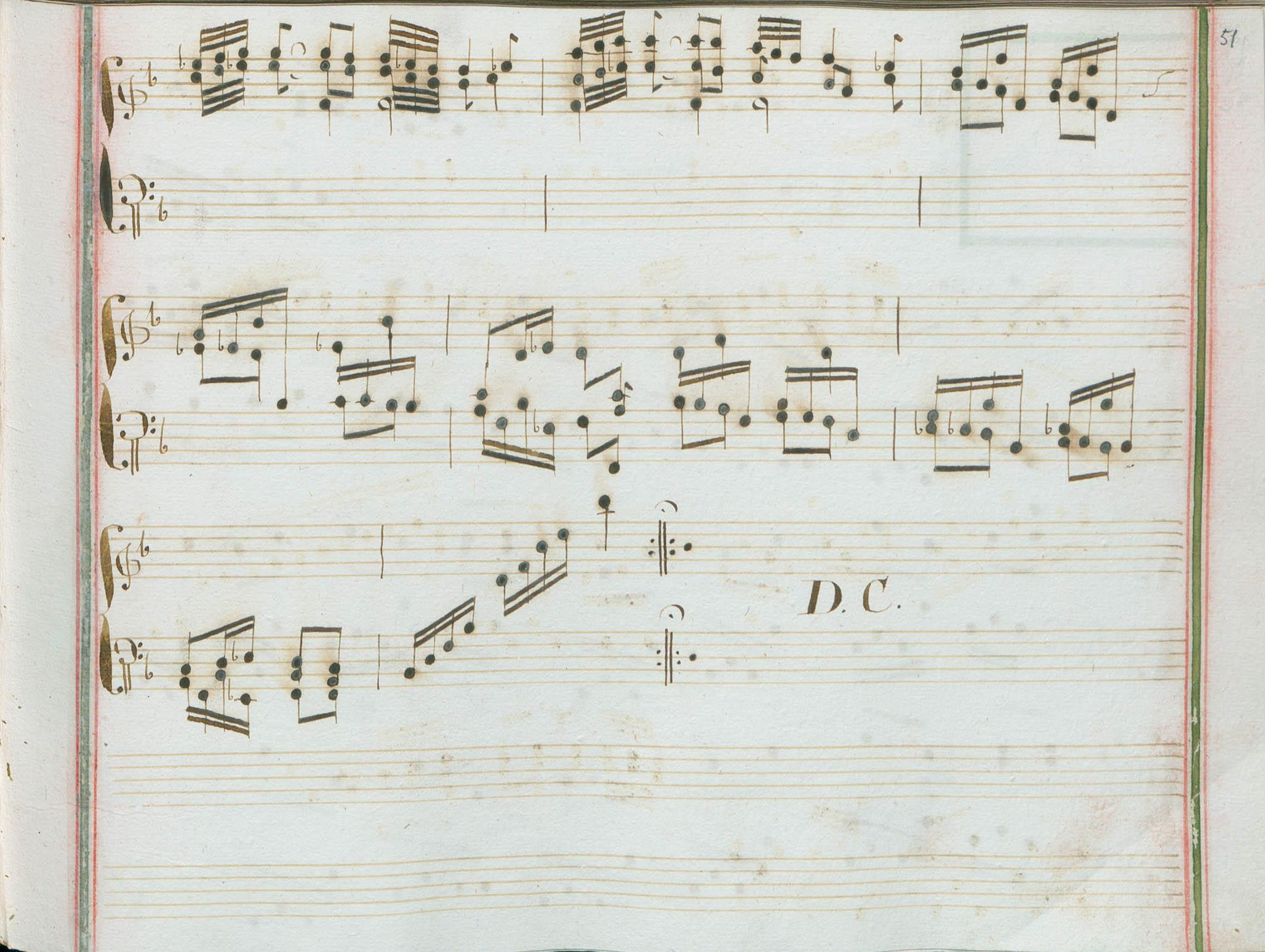

## Interprètes
La sonate K. 66 est défendue au clavecin, notamment par Scott Ross (1985, Erato), Richard Lester (2005, Nimbus, vol. 6), Pieter-Jan Belder (Brilliant Classics, vol. 2), Jory Vinikour (2005, Delos) et Francesco Cera (2013, Tactus, vol. 2). Andrés Cea l'interprète à l'orgue (2007, Lindoro). Laura Alvini (1998, Frame) la joue sur un piano-forte de Kerstin Schwarz 1997, d'après un modèle de Cristofori, 1726.

## Sources
: document utilisé comme source pour la rédaction de cet article.
- Ralph Kirkpatrick (trad. de l'anglais par Dennis Collins), Domenico Scarlatti, Paris, Lattès, coll. « Musique et Musiciens », 1982 (1re éd. 1953 (en)), 493 p. (ISBN 978-2-7096-0118-4, OCLC 954954205, BNF 34689181).
- Alain de Chambure, « Domenico Scarlatti : Intégrale des sonates — Scott Ross », Erato (2564-62092-2), 1985 (OCLC 891183737) .
- (es) Celestino Yáñez Navarro (thèse), Nuevas aportaciones para el estudio de las sonatas de Domenico Scarlatti. Los manuscritos del Archivo de Música de las Catedrales de Zaragoza, Universitat Autònoma de Barcelona, 2016 (lire en ligne).